# Corneliu Chișu
Corneliu Chișu, ortografiat și Corneliu Chisu, (n. 13 februarie 1949, Satu Mare) este un politician canadian de origine română. A fost ales parlamentar în Camera Comunelor din Canada în urma alegerilor parlamentare din anul 2011, reprezentând districtul electoral Pickering—Scarborough East, din partea Partidului Conservator.

## Educație
Corneliu Chișu a absolvit Colegiul Național Mihai Eminescu din Satu Mare în anul 1966. A absolvit fizica în anul 1971 la Universitatea Politehnica din București, iar în anul 1988 a absolvit electronica la Universitatea din Toronto.

## Controverse
Pe durata campaniei electorale a refuzat să apară în dezbateri electorale, primind critici din partea studenților, persoanelor în vârstă și a unor organizații locale. Chișu a susținut că nu a luat parte la dezbateri deoarece așa a fost sfătuit de staful de campanie.